# Смугастохвостий анаперо
Смугастохвостий анапе́ро (Nyctiprogne) — рід дрімлюгоподібних птахів родини дрімлюгових (Caprimulgidae). Представники цього роду мешкають в Південній Америці .

## Види
Виділяють два види:
- Анаперо смугастохвостий (Nyctiprogne leucopyga)
- Анаперо багійський (Nyctiprogne vielliardi)

Багійського анаперо раніше відносили до роду Анаперо (Chordeiles), однак за результатами молекулярно-філогенетичного дослідження він був переведений до роду Nyctiprogne.

## Етимологія
Наукова назва роду Nyctiprogne походить від сполучення слів дав.-гр. νυκτι — нічний і лат. progne — ластівка.